# NGC 278
NGC 278 é uma galáxia espiral barrada (SBb) localizada na direção da constelação de Cassiopeia. Possui uma declinação de +47° 33' 03" e uma ascensão recta de 0 horas, 52 minutos e 04,5 segundos.
A galáxia NGC 278 foi descoberta em 11 de Dezembro de 1786 por William Herschel.